# Sant'Olcese
Sant'Olcese là một đô thị ở tỉnh Genova thuộc vùng Liguria, nằm ở vị trí cách khoảng 6 km về phía đông bắc của Genova. Tại thời điểm ngày 31 tháng 12 năm 2004, đô thị này có dân số 5.945 người và diện tích là 21,9 km².
Đô thị Sant'Olcese có các frazioni (đơn vị cấp dưới, chủ yếu là thôn làng) Manesseno, Comago, Arvigo, Torrazza, Casanova, Trensasco, Piccarello, và Vicomorasso.
Sant'Olcese giáp các đô thị sau: Genova, Montoggio, Serra Riccò.